# Coryphaenoides asper
Coryphaenoides asper är en fiskart som beskrevs av Günther, 1877. Coryphaenoides asper ingår i släktet Coryphaenoides och familjen skolästfiskar. Inga underarter finns listade i Catalogue of Life.